# Billy McComiskey
Billy McComiskey is een Amerikaanse accordeonist. Hij is in Brooklyn, New York geboren en begon reeds op zesjarige leeftijd de diatonische accordeon te bespelen. Toen hij 15 jaar was kreeg hij les van Sean McGlynn die de Oost Galway, (Ierland) stijl speelde.
Billy McComiskey won in 1986 het All-Ireland championship. McComiskey  toert in de Verenigde Staten  regelmatig met The Irish Tradition en Trian.

## Discografie
- 2002	Road from Erin: Ireland's Musical Legacy
- 2001	25 Years of Celtic Music
- 2001	Irish Traditional Music in America: The Music of Ed Reavy
- 2001	Traditional Irish Music in America: The East Coast
- 1998	Celtic Dances: Jigs & Reels from Ireland
- 1998	Celtic Winds: Irish Music in America
- 1998	Masters of the Celtic Accordion: The Big Squeeze
- 1998	The Catskill Collection: Compiled by Jay Ungar & Molly Mason
- 1992	Dear Old Erin's Isle
- 1991	The Rights of Man: Concert for Joe Doherty
- 1988	The Big Squeeze: Masters of the Celtic Accordion
- 1981	Makin' the Rounds

- International Standard Name Identifier: 0000 0000 2681 7255
- Library of Congress Control Number: n82022728
- MusicBrainz: 8ff83393-b845-4ed6-ab9d-6a892baed590
- Nationale Bibliotheek van Israël: 987007327967205171
- Système universitaire de documentation: 23361544X
- Virtual International Authority File: 40711692
- WorldCat: E39PBJyRyKqkHYJBttW9BHpQMP